# Port Isaac

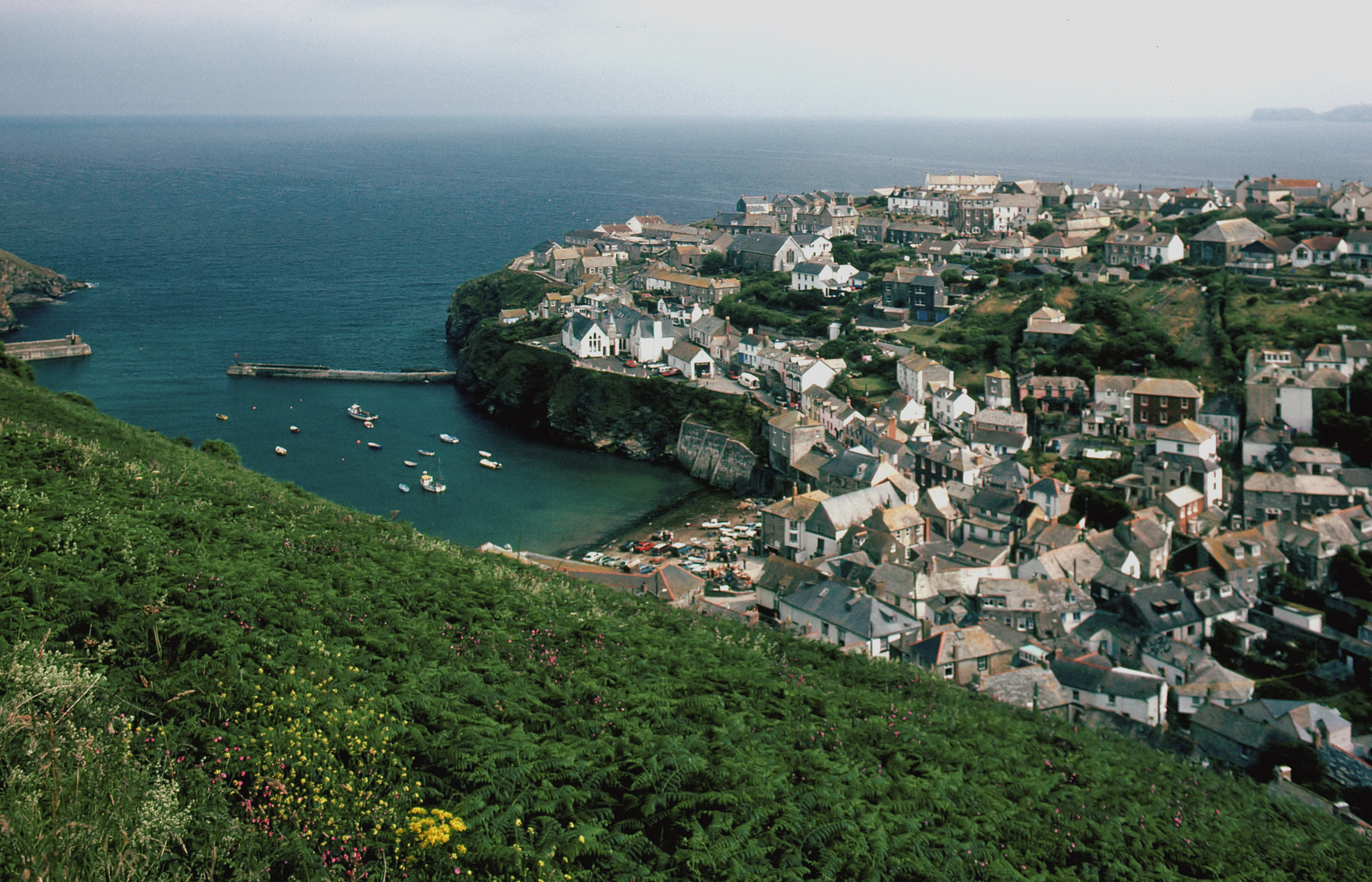
Port Isaac

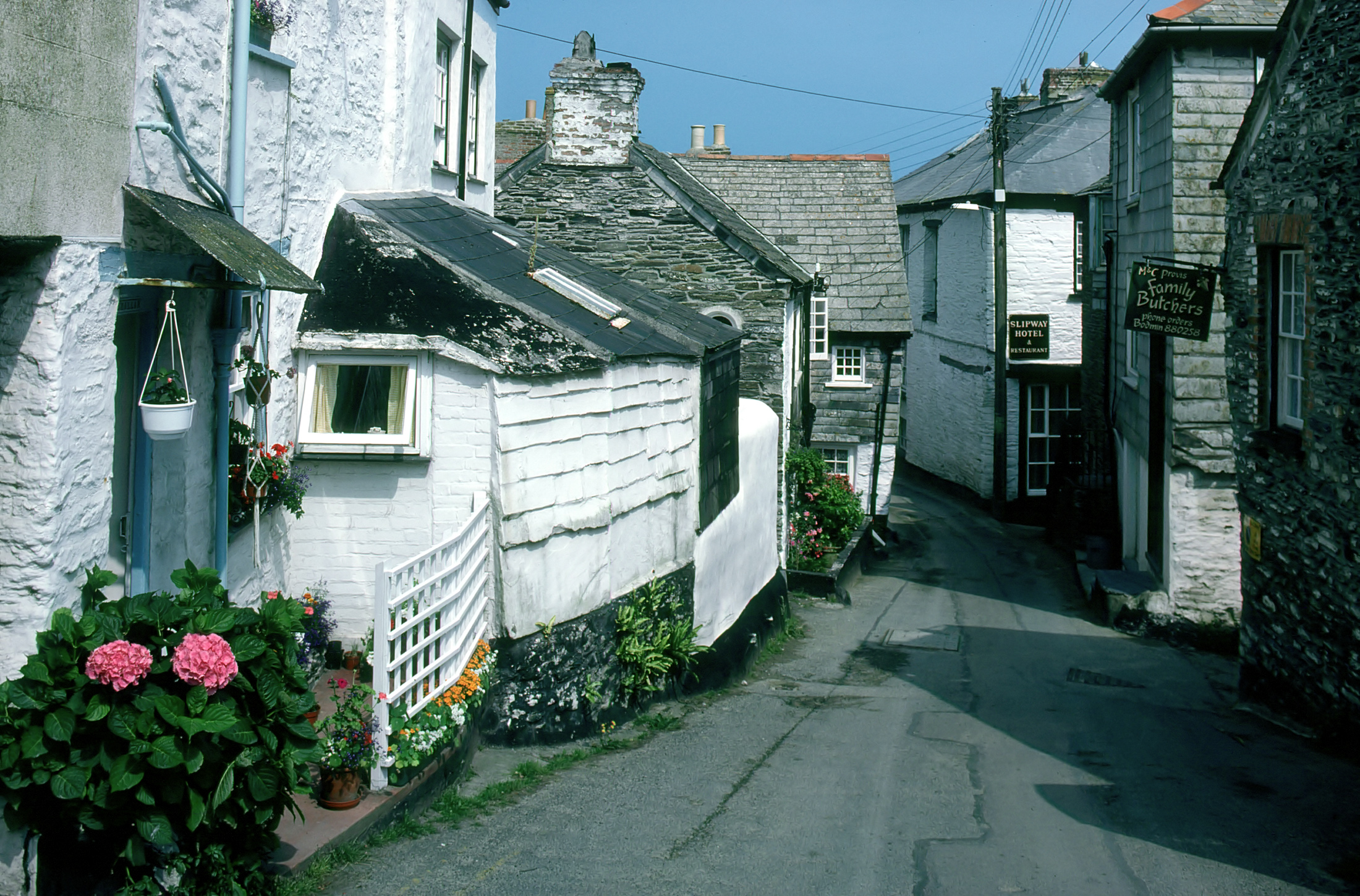
Alte Cottages

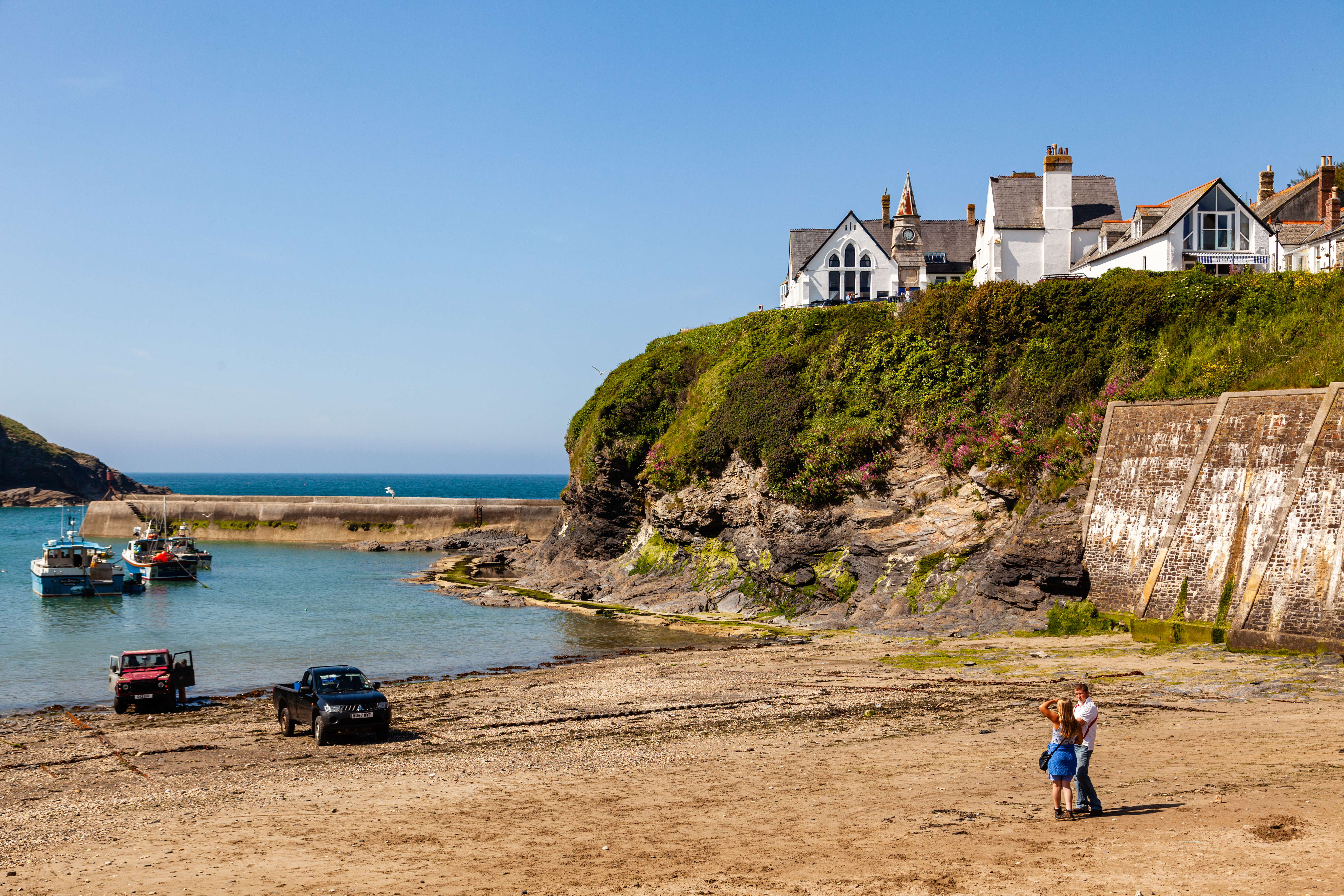
Hafeneinfahrt von Port Isaac

Port Isaac ist ein Fischerdorf an der Nordküste der Grafschaft Cornwall im Südwesten Englands. Der Weiler Port Gaverne schließt sich östlich an das Dorf an und wird trotz seiner eigenen, individuellen Geschichte als Ortsteil von Port Isaac betrachtet. Die nächste größere Ortschaft heißt Wadebridge und ist etwa 15 Kilometer auf der Straße entfernt. 
Port Isaac war schon in der Vergangenheit, vom Mittelalter bis ins 19. Jahrhundert, ein geschäftiger Hafen für den Umschlag von Gütern wie Stein, Kohle, Holz und Keramik. Fischfang und -verarbeitung hatten ebenfalls große Bedeutung, und auch heute werden noch Krabben und Hummer gefischt. Daneben spielt der Tourismus eine immer wichtigere Rolle.
Im alten Zentrum des Ortes mit seinen schmalen, sich die Hänge hinab windenden Gassen finden sich viele architektonisch und historisch bedeutende Cottages aus dem 18. und 19. Jahrhundert. Bekannt ist außerdem der Shanty-Chor The Fisherman’s Friends, der jeden Freitagabend im alten Hafen auftritt.
Port Isaac hat in der Nähe einige sowohl für Surfer als auch für Familien geeignete Strände. Nicht weit entfernt gibt es außerdem den Longcross Victorian Garden sowie  Pencarrow House & Gardens und das Herrenhaus Lanhydrock House. Zwei Dampf-Eisenbahnen in der Region sind die Bodmin and Wenford Railway (Normalspur) sowie die Launceston Steam Railway (Schmalspur).
Ab den 1980er Jahren war Port Isaac Drehort für zahlreiche Film- und Fernsehproduktionen. Beispiele dafür:
- 1989: Rosamunde Pilchers Die Muschelsucher mit Vanessa Redgrave und anderen.
- 2000: Nigel Coles Grasgeflüster mit Brenda Blethyn, Craig Ferguson und anderen.
- 2004–2022: Dominic Minghellas Comedy-Drama Doc Martin mit Martin Clunes, Caroline Catz und anderen (10 Staffeln).
- 2019: Fisherman’s Friends – Vom Kutter in die Charts
- 2022: Fisherman’s Friends 2 – Eine Brise Leben